# العلاقات الأيرلندية اللاوسية
العلاقات الأيرلندية اللاوسية هي العلاقات الثنائية التي تجمع بين جمهورية أيرلندا ولاوس.

## مقارنة بين البلدين
هذه مقارنة عامة ومرجعية للدولتين:
| وجه المقارنة                                              | جمهورية أيرلندا                                       | لاوس        |
| --------------------------------------------------------- | ----------------------------------------------------- | ----------- |
| المساحة (كم2)                                             | 70.27 ألف                                             | 236.80 ألف  |
| عدد السكان (نسمة)                                         | 4.76 مليون                                            | 6.86 مليون  |
| الكثافة السكانية (ن./كم²)                                 | 67.74                                                 | 28.97       |
| العاصمة                                                   | دبلن                                                  | فيينتيان    |
| اللغة الرسمية                                             | اللغة الأيرلندية، لغة إنجليزية، الإنجليزية الأيرلندية | اللغة اللاو |
| العملة                                                    | جنيه أيرلندي، يورو، عملات اليورو الأيرلندية           | كيب لاوي    |
| الناتج المحلي الإجمالي (بليون دولار)                      | 333.73 مليار                                          | 16.85 مليار |
| الناتج المحلي الإجمالي (تعادل القوة الشرائية) بليون دولار | 318.16 مليار                                          | 38.71 مليار |
| الناتج المحلي الإجمالي الاسمي للفرد دولار أمريكي          | 61.13 ألف                                             | 1.82 ألف    |
| الناتج المحلي الإجمالي للفرد دولار أمريكي                 |                                                       |             |
| مؤشر التنمية البشرية                                      | 0.916                                                 | 0.575       |
| رمز المكالمات الدولي                                      | +353                                                  | +856        |
| رمز الإنترنت                                              | .ie                                                   | .la         |
| المنطقة الزمنية                                           | 00، ت ع م+01:00، أوروبا/دبلن ‏                         | ت ع م+07:00 |

## منظمات دولية مشتركة
يشترك البلدان في عضوية مجموعة من المنظمات الدولية، منها:
| علم المنظمة | اسم المنظمة                        | تاريخ انضمام جمهورية أيرلندا | تاريخ انضمام لاوس |
| ----------- | ---------------------------------- | ---------------------------- | ----------------- |
|             | بنك التنمية الآسيوي                | 2006                         | 1966              |
|             | مؤسسة التنمية الدولية              | 22 ديسمبر 1960               | 28 أكتوبر 1963    |
|             | يونسكو                             | 3 أكتوبر 1961                | 9 يوليو 1951      |
|             | وكالة ضمان الاستثمار متعدد الأطراف | 27 أكتوبر 1989               | 5 أبريل 2000      |
|             | الأمم المتحدة                      | 14 ديسمبر 1955               | 14 ديسمبر 1955    |
|             | البنك الدولي للإنشاء والتعمير      | 8 أغسطس 1957                 | 5 يوليو 1961      |
|             | منظمة حظر الأسلحة الكيميائية       | ?                            | ?                 |
|             | مؤسسة التمويل الدولية              | 11 سبتمبر 1958               | 29 يناير 1992     |
|             | منظمة الشرطة الجنائية الدولية      | ?                            | ?                 |

## وصلات خارجية
- موقع وزارة الخارجية الأيرلندية
- موقع وزارة الخارجية اللاوسية